# آلتو میخارس
آلتو میخارس (به اسپانیایی: Alto Mijares) یک بخش خودمختار در اسپانیا است که در استان کاستلیون واقع شده‌است.

## خصوصیات
آلتو میخارس ۶۶۷٫۰۶ کیلومترمربع مساحت و ۴٬۱۹۱ نفر جمعیت دارد.